# Johann Reusch
Johann Reusch (Bad Rodach, 1523 – Wurzen, 27 febbraio 1582) è stato un compositore tedesco.
Nel 1542 fu ammesso all'università di Wittenberg e nel 1542 nominato cantore. 5 anni più tardi si trasferì a Meißen dove diresse un coro, per poi, nel 1581 divenire consigliere del monastero di Wurzen.
| Controllo di autorità | VIAF (EN) 297318260 · ISNI (EN) 0000 0004 0205 4555 · CERL cnp00810243 · LCCN (EN) no2004116357 · GND (DE) 131557017 · BNF (FR) cb14802640g (data) |